# Liste der Flughäfen in Kamerun
Die Liste der Flughäfen in Kamerun zeigt die zivilen Flughäfen des westafrikanischen Staates Kamerun, alphabetisch nach Orten aufgelistet.
| Ort         | ICAO-Code | IATA-Code | Name des Flughafens                      |
| ----------- | --------- | --------- | ---------------------------------------- |
| Bafoussam   | FKKU      | BFX       | Flughafen Bafoussam                      |
| Bali        | FKKG      | BLC       | Flughafen Bali                           |
| Bamenda     | FKKV      | BPC       | Flughafen Bamenda                        |
| Batouri     | FKKI      | OUR       | Flughafen Batouri                        |
| Bertoua     | FKKO      | BTA       | Flughafen Bertoua                        |
| Douala      | FKKD      | DLA       | Flughafen Douala International           |
| Dschang     | FKKS      | DSC       | Flughafen Dschang                        |
| Ebolowa     | FKKW      | EBW       | Flughafen Ebolowa                        |
| Foumban     | FKKM      | FOM       | Flughafen Nkounja                        |
| Garoua      | FKKR      | GOU       | Flughafen Garoua International           |
| Kaélé       | FKKH      | KLE       | Flughafen Kaélé                          |
| Koutaba     |           | KOB       | Flughafen Koutaba                        |
| Kribi       | FKKB      | KBI       | Flughafen Kribi                          |
| Limbe       |           | VCC       | Flughafen Limbe                          |
| Mamfe       | FKKF      | MMF       | Flughafen Mamfe                          |
| Maroua      | FKKL      | MVR       | Flughafen Salak                          |
| N'Gaoundéré | FKKN      | NGE       | Flughafen N'Gaoundéré                    |
| Nkongsamba  |           | NKS       | Flughafen Nkongsamba                     |
| Tiko        | FKKC      | TKC       | Flugplatz Tiko                           |
| Yagoua      | FKKJ      | GXX       | Flughafen Yagoua                         |
| Yaoundé     | FKKY      | YAO       | Flughafen Yaoundé                        |
| Yaoundé     | FKYS      | NSI       | Flughafen Yaoundé Nsimalen International |